# Transimão
A Transimão é uma empresa de transporte rodoviário de passageiros brasileira. Fundada em 27 de junho de 1940, participa do Consórcio Uniminas e Concid (abreviação para Cidade Industrial) no Estado de Minas Gerais, desde 2007, na qual é responsável por diversas linhas em Contagem, na RMBH. Diversas acusações a empresa a levaram a ceder parte do consórcio para o Grupo Saritur, atuante na maioria das cidades da Região Metropolitana e em outras diversas cidades de Minas Gerais.

## História
Foi fundada em 27 de junho de 1940, no município de Contagem, em Minas Gerais e, após nove anos, de Sociedade Ltda passou a Sociedade Anônima. Na época, seu fundador Camilo Cola, já era veterano no ramo de transporte, pois administrava a E.T.A. – Empresa de Transportes Autos Ltda, raiz da futura Transimão. Ao longo destes 59 anos, a empresa diversificou seus serviços, ampliou seus negócios em segmentos diferentes, remodelou totalmente a sua frota de ônibus inovando com o Viaggio, primeiro ônibus de três eixos no país e seus veículos passaram a ter uma nova cor.

## Manifestações e greve
Motoristas e cobradores da Transimão, cruzaram os braços na madrugada do dia 09/02/2015,e por isso, 10 linhas foram paralisadas. Aproximadamente 300 funcionários aderiram ao ato, pois a manifestação cobrava melhores condições na empresa e questionava descontos ilegais que estariam sendo feitos nos pagamentos. 
Em 16 de julho de 2013, a empresa informou oficialmente que deixaria de operar todas as linhas do transporte intermunicipal de Esmeraldas e Ribeirão das Neves, após uma serie de protestos populares que reivindicavam melhorias no transporte público da região. Em junho, manifestantes fecharam a BR-040 diversas vezes para protestar em prol de melhorias no transporte coletivo da cidade. Em um dos protestos, os funcionários e ônibus da empresa foram impedidos de sair da garagem. Em outro, um ônibus foi incendiado, o prédio da Câmara Municipal foi depredado e dois policiais militares foram baleados.No mesmo período, uma linha passou a ser investigada pelo Ministério Público de Minas Gerais (MPMG) após denúncia do Departamento de Estradas de Rodagem de Minas Gerais (DER-MG) sobre as irregularidades da empresa. Um dos indícios dessas irregularidades, é o fato de a Transimão ter recebido, apenas em junho, 360 multas por problemas como o não cumprimento do quadro de horários, ônibus com falhas mecânicas e motoristas que não concluíam o itinerário. A Saritur ficou responsável pelas linhas que foram deixadas pela Transimão.
Historicamente a empresa tem registado altos índices de reclamações na ouvidoria, sendo que no ano de 2021, teve a linha 2290 como a segunda mais denunciada entre os usuários. As alegações são que os veículos quebram constantemente, interrompendo as viagens.